# Cyklon Agatha
Cyklon Agatha – tropikalny cyklon, który przeszedł nad centralną Ameryką w maju 2010.
Główną przyczyną tylu ofiar śmiertelnych nie był wiatr, a obficie padające deszcze. W stolicy Gwatemali, Gwatemali, w centrum miasta powstał co najmniej 10-metrowej głębokości krater, pochłaniając budynki mieszkalne.

## Ofiary
| Kraj      | Ofiary śmiertelne |
| --------- | ----------------- |
| Gwatemala | 174               |
| Honduras  | 18                |
| Salwador  | 11                |
| Nikaragua | 1                 |
| Razem     | 204               |